# Матвеевка (Восточно-Казахстанская область)
Матвеевка (каз. Матвеевка) — упразднённое село в Бородулихинском районе Восточно-Казахстанской области Казахстана. Входило в состав Новодворовского сельского округа. Ликвидировано в 2006 году.

## Население
По данным переписи 1999 года в селе проживало 76 человек (38 мужчин и 38 женщин).

## История
Село основано в 1900 году немцами переселенцами из Причерноморья. В селе имелись кооперативная лавка, маслоартель, пункт ликбеза, изба-читальня, начальная школа.